# Sara Bals
Sara Bals (Antwerpen, 25 augustus 1977) is een Belgische nanowetenschapper die bekend is om haar onderzoek naar elektronentomografie en de toepassing daarvan in de studie van nanomaterialen zoals perovskiet-nanokristallen. Bals is hoogleraar elektronenmicroscopie voor materiaalkunde aan de Universiteit Antwerpen.  Sinds 2015 is ze de woordvoerder van de EMAT-onderzoeksgroep van de Universiteit Antwerpen. 

## Onderwijs en carrière
Bals werd geboren op 25 augustus 1977 in Antwerpen. Ze volgde een opleiding natuurkunde aan de Universiteit Antwerpen, waar ze in 1999 een masterdiploma en in 2003 haar doctoraat behaalde. Haar proefschrift droeg de titel: ‘Optimisation of superconducting thin films and tapes by transmission electron microscopy’. 
Na postdoctoraal onderzoek aan het National Center for Electron Microscopy van het Lawrence Berkeley National Laboratory en aan de EMAT-onderzoeksgroep, werd ze in 2007 universitair docent aan de Universiteit Antwerpen. In 2012 werd ze bevorderd tot universitair hoofddocent en in 2018 tot hoogleraar. 

## Onderscheidingen
Bals werd in 2019 verkozen tot lid van de Koninklijke Vlaamse Academie van België voor Wetenschappen en Kunsten. In 2020 won ze de JEOL-EM prijs voor natuurkunde/materiaalwetenschappen en optica, die elke vier jaar wordt uitgereikt door de European Microscopy Society . De prijs werd toegekend voor ‘haar uitstekende prestaties op het gebied van 3D-elektronentomografie waarbij ze de modernste elektronenmicroscopie combineert met geavanceerde reconstructie-algoritmen’.